# فرودگاه ویسکاست
فرودگاه ویسکاست (به انگلیسی: Wiscasset Airport) یک فرودگاه همگانی با کد یاتا ISS است که یک باند فرود آسفالت دارد و طول باند آن ۱۰۳۵ متر است. این فرودگاه در کشور ایالات متحده آمریکا قرار دارد و در ارتفاع ۲۱ متری از سطح دریا واقع شده‌است.